# Naturopatia

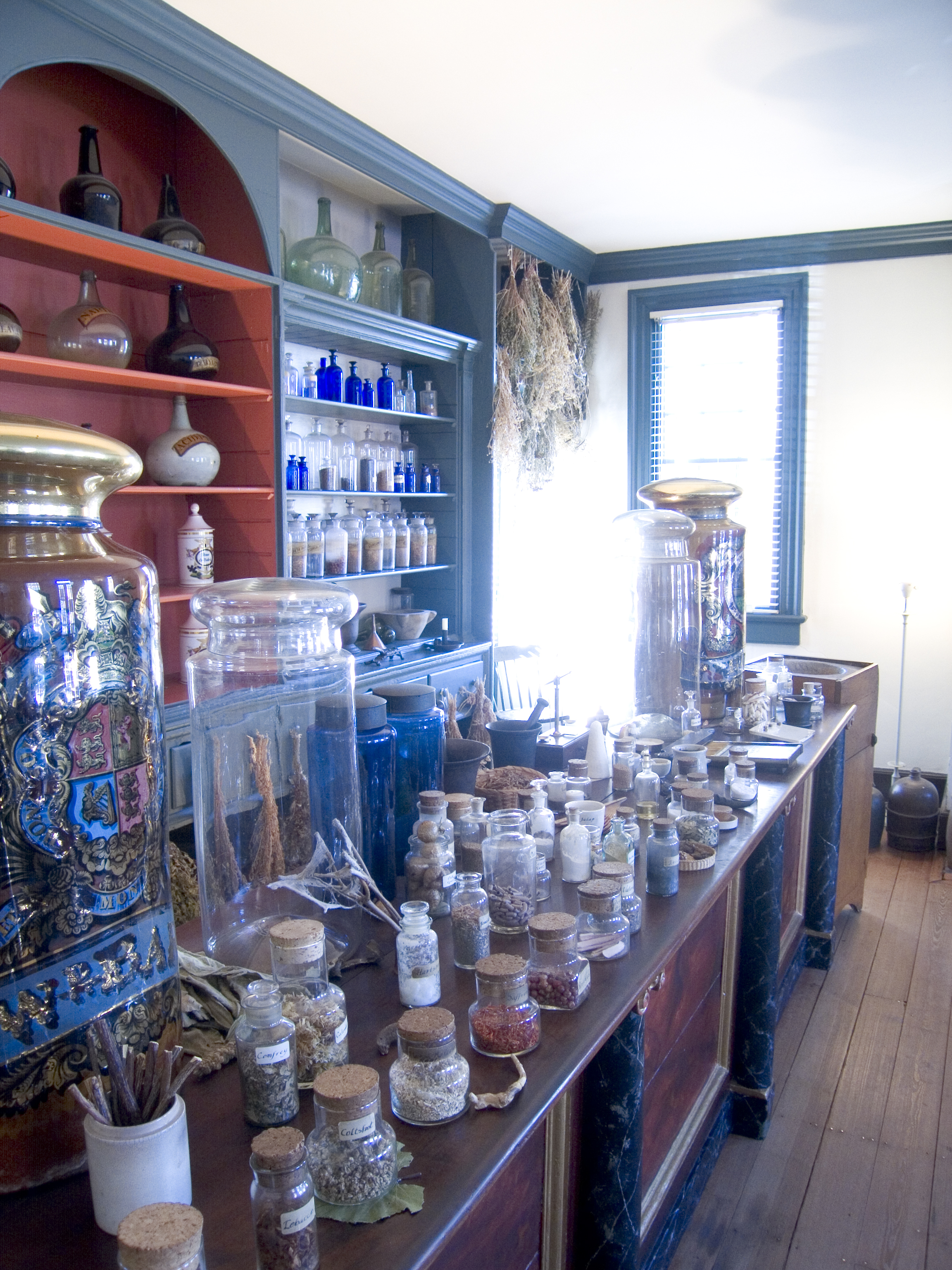
Esposizione di diversi rimedi di origine naturale in una farmacia.

La naturopatia o medicina naturopatica è un insieme di pratiche di medicina complementare, i cui fondamenti teorici furono raccolti da principi salutistici di diversa provenienza, forse formulati alla fine del XIX secolo negli Stati Uniti per poi diffondersi, in diverse forme, nel resto del mondo, senza però mai riuscire a dare vita a una medicina autonoma, univocamente e coerentemente definita.
Essa dichiara di avere come obiettivo la stimolazione della capacità innata di autoguarigione o di ritorno all'equilibrio del corpo umano, denominata omeostasi, attraverso l'uso di tecniche e di rimedi di diversa natura, oppure attraverso l'adozione di stili di vita sani e in armonia con i "ritmi naturali".
Le pratiche naturopatiche possono essere molto varie: massaggi, riflessologia plantare, idroterapia, cromopuntura/cromoterapia, floriterapia, climatoterapia, aromaterapia e molte altre.
La medicina scientifica è critica riguardo alla medicina naturopatica, perché i mezzi utilizzati dalla medicina "alternativa" non sono fondati scientificamente, si basano su costrutti teorici non dimostrati; inoltre, i suoi presunti risultati clinici non reggono solitamente alla verifica clinica in studi controllati, e molti dei suoi esponenti usano in maniera fuorviante e suggestiva termini scientifici che hanno in realtà significati molto diversi.

## Etimologia

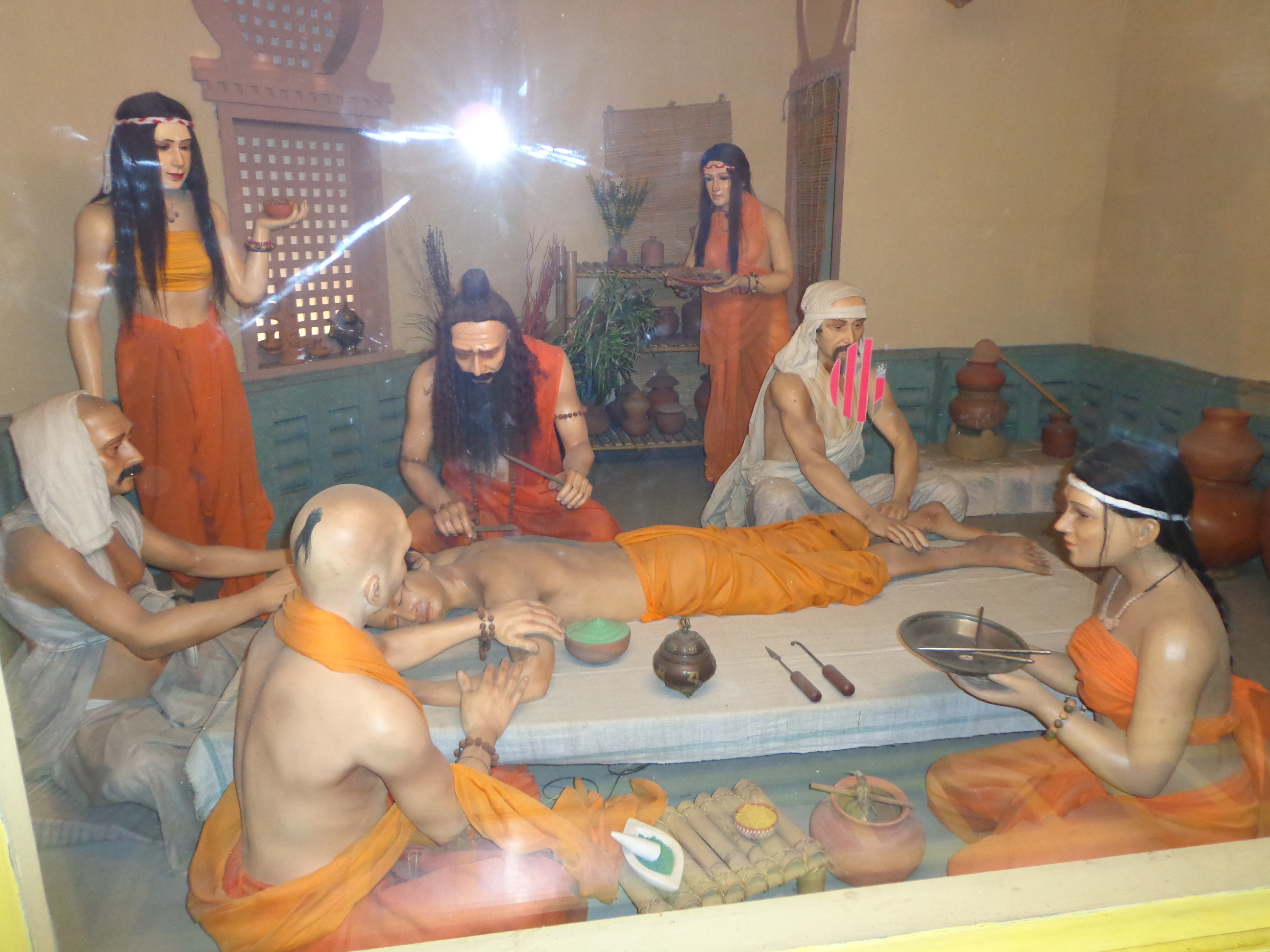
Ricostruzione con statue in cera di antichi riti di trattamento salutistico con massaggi, unguenti e stimolazioni energetiche.

Il termine fu coniato nel 1895 dallo statunitense John Scheel, medico a New York.
Il significato odierno più accreditato della parola naturopatia è «sentiero della natura», diretto a mantenere o ripristinare il naturale stato di benessere della persona. Non è chiaro se il termine sia derivato da Nature's Path (appunto «sentiero della natura») da cui, in seguito, Naturopathy; oppure se l'etimo sia da attribuire, anziché all'inglese path, al greco pathos (simpatia, empatia, sentimento, sofferenza) ovvero «sintonia con la natura».
Può operare in simultaneità con l'omeopatia (pur non essendoci affinità lessicali stante in questo caso l'origine del termine proprio dall'etimo pathos), con cui ha in comune la visione olistica ed energetica dell'individuo, sebbene la naturopatia includa diversi altri tipi di rimedi, non limitati a quelli diluiti e dinamizzati, oltre a svariate tecniche e pratiche che esulano dall'omeopatia e dalla sua dottrina della similarità.
Sul web circola da anni l'affermazione secondo cui nel 1902 Scheel autorizzò Lust, discepolo di padre Kneipp trasferitosi dalla Germania negli USA nel 1892, a utilizzare il termine "naturopatia" per descrivere la raccolta eclettica di dottrine sulla guarigione naturale. Il problema è che, anche in questo caso, non esiste nessuna fonte certa da cui si possano ricavare tali notizie, e tantomeno esiste un testo attribuibile a qualcuno dei personaggi citati, il quale riporti la descrizione delle pratiche e delle tecniche che dovrebbero costituire l'impianto teorico-pratico di questa disciplina.
Tale termine, diffuso negli Stati Uniti, nel Regno Unito e nel Commonwealth, indica la medicina naturopatica quale applicazione dei principi curativi della natura (acqua, sole, terra, cibo ecc.), nel contesto delle conoscenze moderne.

## Principi
La naturopatia sostiene che è auspicabile prevenire la malattia mantenendo o ripristinando il presunto "equilibrio energetico" della persona. La malattia è, nell'ottica naturopatica, conseguenza di uno "squilibrio energetico"; la correzione di tale squilibrio determinerebbe, a detta dei sostenitori di tale approccio, la scomparsa dei sintomi. Il termine "energia" è usato in senso pseudoscientifico.
I sostenitori della naturopatia ritengono che essa differisca dalla medicina allopatica (ovvero la medicina "tout court") in quanto:
1. considera la malattia come una presunta conseguenza di uno cosiddetto "squilibrio energetico" (principio proprio della medicina tradizionale cinese)
2. dichiara di avere un approccio cosiddetto "olistico" nei confronti del paziente ("completo", teso ad una valutazione globale). La valutazione del singolo caso clinico, secondo i sostenitori della naturopatia, non si basa sull'esame del/dei sintomi, ma sull'esame del cosiddetto "terreno" della persona (concetto però privo di corrispondenze scientificamente dimostrabili, nella medicina o nella biologia), dei fattori esogeni con cui esso entra continuamente in contatto (es. agenti patogeni, presunte componenti geobiologiche dell'abitazione), e sullo stile di vita del soggetto, al fine di individuare ed eliminare quelli originanti il presunto squilibrio energetico.

Il cosiddetto "riequilibrio energetico" viene ritenuto essere attuabile anche per mezzo di specifiche tecniche di massaggio o cromopuntura, che a dire dei sostenitori si baserebbero sugli stessi principi dell'agopuntura nella medicina tradizionale cinese: la stimolazione di specifiche aree corporee è attuata con metodi non invasivi (ad esempio digitopressione) sulle stesse aree sottoposte a stimolazione con la tecnica agopuntoria.
La naturopatia dichiara di non porsi come sostituto della medicina allopatica, ma come strumento complementare, in un'ottica secondo cui l'approccio alla malattia può comportare modalità di intervento differenti e che agiscono in sinergia.
Di fatto il naturopata è una persona che a vario titolo utilizza tecniche non invasive e soluzioni “naturali” che secondo questa teoria stimolerebbero le “capacità reattive” dell’organismo.

## Evoluzione storica mondiale
Il Seicento è sotto l'influsso delle grandi scoperte di Newton, Pascal, Keplero, Galileo e si hanno due indirizzi: la scuola degli iatrochimici e degli iatromeccanici, con il tentativo di mettere la medicina sotto il dominio delle scienze esatte. Nascono i primi giornali scientifici, e dalla grande collaborazione fra scienze naturali e medicina nasce la medicina sperimentale. Con le grandi epidemie di peste, vaiolo e tifo (Alessandro Manzoni cita quella del 1629-1631) si hanno più di un milione di vittime solo nell'Italia settentrionale; si studiano difterite e scarlattina e torna dovunque l'interesse per la difesa sociale e legislativa, insieme alle disposizioni igieniche. Il Settecento vede un nuovo ordinamento sistematico della scienza, mentre l'influsso della filosofia sulla medicina si fa sentire specie in Germania (Kant).
L'indirizzo sistematico si manifesta soprattutto nelle opere di due grandi medici:
- Friedrich Hoffmann afferma che la nostra conoscenza è limitata essendo fondata sui sensi e la malattia è il tentativo dell'anima per ristabilire l'ordine della vita nel modo più rapido e sicuro.
- Georg Ernst Stahl che parla dell'anima come principio supremo della vita.

Errori nella pratica caratterizzano questo indirizzo, a cui resta però il grande merito di aver approcciato una concezione vitalista o dinamica. William Culler di Edimburgo evidenzia l'importanza del sistema nervoso, mentre il suo allievo J. Brown, con il suo sistema browniano, afferma che la vita nella sua essenza non è uno stato normale, ma costretto e mantenuto da continui stimoli (sedativi e salassi fanno parte della cura). Dall'orientamento verso la sistematica hanno origine altri sistemi come il mesmerismo o magnetismo animale: contemporaneo è Samuel Hahnemann, medico tedesco, che sollecita le difese naturali dell'organismo (dynamis), e individua il meccanismo che secondo lui ha portato il paziente alla rottura di quell'equilibrio che lo avrebbe altrimenti difeso dalla malattia. Sviluppa il concetto di "similitudine" ed è considerato il padre della dottrina omeopatica.
Il XIX secolo vede il consolidamento della posizione della scienza medica, l'ordinamento degli studi e dell'esercizio professionale. Le grandi correnti intellettuali, sociali e politiche influenzano molto la medicina, così come i progressi della fisica e della chimica. Si passa dalla concezione microbiologica a quella neo-ippocratica con due indirizzi: clinico-curativo e igienico–preventivo (evoluzione dei classici dell'antica medicina greco-romana). È in questo contesto che vede la luce in Europa, soprattutto in Germania, la naturopatia occidentale, intesa come disciplina organica esercitata in forma pseudoprofessionale.
Jean Jacques Rousseau invece struttura con il suo pensiero le basi filosofiche della naturopatia: vita semplice e tranquilla a contatto con la natura.
Shoenenberger (1865-1933), Germania, professore e rettore dell'Istituto Universitario di Idroterapia che ribattezza Clinica Universitaria per la vita e cura naturale, si spinse per primo a portare in ospedale la naturopatia e a tentare di sistemizzare le terapie naturopatiche in forma clinica (è un grande estimatore di Vincent Priessnitz).
J. Thomson e Stanley Lief sono invece i due maggiori naturopati inglesi, declamano l'importanza del digiuno, della regolarità intestinale, dei bagni caldi e d'aria fresca, riposo a letto... e succo d'arancia, anche per 72-93gg nella cura dell'artrite reumatoide e dell'anemia. Applica tecniche neuromuscolari (NMT) e Leon Chaitow è attualmente un rappresentante di queste tecniche.
Arno R. Koegler, Canada, nato in Sassonia 1898, è il modello di ispirazione della nuova generazione di studenti di naturopatia.

### Paesi anglosassoni
Un pioniere dei metodi salutistici fu il tedesco Benedict Lust; istruito dall'abate Sebastian Kneipp in idroterapia e altre cure naturali, ebbe da lui il compito di divulgare i suoi metodi negli Stati Uniti, dove si trasferì nel 1892.
Come una grande parte delle professioni mediche (convenzionali o meno) anche la naturopatia subì un grande declino dopo il 1930: medicamenti come gli antibiotici e corticosteroidi dopo la seconda guerra mondiale dimostrarono di essere molto più efficaci delle cure tradizionali, comprese quelle naturopatiche.
Si aggiunsero, dopo la morte di Lust, conflitti tra varie scuole di medicina naturale (omeopatia, medicina eclettica, fisiomedicina, erbalismo, naturopatia, ecc.).
Altri fattori come il decrescente livello d'istruzione in medicina naturale e il sostenimento politico e sociale per una più avanzata tecnologia medica, aumentarono sempre di più il successo della medicina basata sulle evidenze scientifiche.
Malgrado tutto ciò, la naturopatia non cessò di esistere. Nel 1956 fu aperto il National College of Naturopathic Medicine a Portland, Oregon.
Nel Regno Unito la naturopatia è strettamente legata all'osteopatia.

### Germania
In Germania venne introdotta costituzionalmente, tra il 1869 e il 1873, la libertà curativa (un'iniziativa di medici accademici che vollero eliminare intrusioni statali nel loro mestiere). In seguito si formarono associazioni che entro il 1928 si unificarono in un'organizzazione integrale, il Grossverband Deutscher Heilpraktiker traducibile come Grande Unione dei Guaritori Tedeschi.
Dopo la seconda guerra mondiale, nel 1945, le associazioni dei Heilpraktiker si organizzarono, a livello sindacale, come associazioni di liberi professionisti e si diede il via a scuole, strutture e infrastrutture professionali private. La maggior parte di loro pratica medicina naturopatica.
Per praticare la professione, oggi è richiesto un esame convalidato dal medico legale del dipartimento della sanità provinciale. Non viene tanto controllata la capacità di curare, quanto il fatto che il candidato non sia un pericolo pubblico per la sanità.
Temi e materie sono tratti prevalentemente della medicina:
- Anatomia, fisiologia, patofisiologia occidentale
- Patologia e semeiotica con diagnosi di malattie infettive, degenerative, metaboliche e cardiovascolari
- Diagnosi e primo soccorso per stati potenzialmente letali
- Tecniche diagnostiche, conoscenze di valori di laboratorio ed esami funzionali di organi e sistemi
- Tecniche lavorative come punzioni e iniezioni
- Farmacologia occidentale moderna
- Igiene, disinfezione, sterilizzazione
- Conoscenze legali e professionali del mestiere
- Indicazioni, limiti, pericoli e controindicazioni di tecniche diagnostiche e terapeutiche naturopatiche

Tuttavia non è richiesto un determinato percorso scolastico o di apprendistato.

### Paesi mediterranei
Nei paesi mediterranei la naturopatia, intesa nel modo spiegato sopra, non ha tradizione. Si ha, per contro, una lunga e ricca tradizione di medicina popolare che si basa su metodi "naturali". 
Con l'avvicinamento al mercato Europeo, anche in Italia si sono formati scuole e gruppi naturopati che inglobano le più svariate tecniche curative alternative e complementari sotto questo titolo. Le leggi regionali più volte approvate da diverse regioni italiane sono state tutte respinte per incostituzionalità, in quanto non è possibile istituire nuove figure professionali a livello solo regionale.
I medici che utilizzano invece prodotti naturali, che li prescrivono a scopo preventivo o curativo, sono gli esperti in fitoterapia se si tratta di rimedi a base di piante medicinali, o omeopati se si tratta di prodotti omeopatici. Sono state tuttavia menzionate come categorie di medici dalla federazione Nazionale dei medici (Terni, 2002) e regolamentati per legge in Regione Toscana dal 2007, ma bisogna precisare che questi riconoscimenti non provengono, come dovrebbero, da una apposita legge statale, e sono quindi privi di valore legale. La medicina psicosomatica invece non ha niente a che vedere con la medicina naturale né con la naturopatia.

## Legislazione
Il professionista che esercita la naturopatia si chiama naturopata. Il riconoscimento statale del naturopata o della naturopatia e l'eventuale percorso di qualifica obbligatoria a carico dell'operatore dipendono dalla legislazione di ogni nazione al mondo.

### Legislazione europea
Riferimenti dell'Unione europea in merito all'esercizio della naturopatia e dei relativi operatori.
Belgio
Nuova legge (29/4/1999 attiva dal novembre 1999): Loi relative aux pratiques non conventionelles dans les domaines de l'art medical, de l'art pharmaceutique, de la kinesithérapie, de l'art inférmier et des professions paramédicales, più decreto reale attuattivo 4/7/2001 relativo al riconoscimento delle organizzazioni professionali di coloro che esercitano una pratica non convenzionale o ritenuta tale nell'ambito della medicina. Questa legge non disciplina la naturopatia, ma si limita a fissare norme generali in materia di attività terapeutica non convenzionale.
Danimarca
La legge del 1970 (Practice of Medicine Act) permette agli operatori non medici di praticare la medicina senza licenza e a prescindere dalla formazione, però essi non sono riconosciuti ufficialmente come operatori sanitari, i loro titoli non sono protetti e non sono integrati nel sistema sanitario nazionale. I non medici non possono praticare atti specifici che sono riservati ai medici allopatici (articoli 23-26 del comma 426 del practice of medicine act del 1976) a meno che non li svolgano sotto la diretta supervisione di un medico allopatico. Gli atti riservati ai medici sono: trattamento delle malattie veneree, tubercolosi e altre malattie infettive; chirurgia, somministrazione di anestetici generali o locali, assistenza ostetrica, prescrizione di farmaci che richiedono ricetta medica, raggi x o radioterapia o terapie con macchinari elettrici. Anche questa legge non si riferisce alla professione di naturopata, che quindi non è né riconosciuta né regolamentata.
Francia
Non esiste regolamentazione e disciplina legislativa della professione di naturopata. Come altre categorie non riconosciute, i naturopati non medici possono esercitare purché non violino la competenza di altre categorie professionali.
Germania
Legge sugli Heilpraktiker o naturopati del 1939.
In Germania non esiste monopolio legale della pratica della medicina. Quindi, operatori non allopatici (naturopati – heilpraktiker) con licenza possono praticare la medicina e tutti i medici possono usare MNC. Esistono tuttavia restrizioni su atti medici specifici. Solo i medici allopatici e i dentisti sono autorizzati alle cure dentistiche. Solo i medici allopatici possono curare malattie veneree, patologie epidemiche e contagiose, somministrare rimedi specifici, somministrare o prescrivere anestetici e narcotici, praticare ostetricia e ginecologia, fare raggi X, fare autopsie e rilasciare certificati di morte. Infrazioni possono comportare sanzioni penali. 
Quelli con licenza possono praticare la medicina ad esclusione dei suddetti atti. Per ottenere una licenza bisogna avere almeno 25 anni, essere cittadini tedeschi o europei, aver ultimato la scuola dell'obbligo, avere una buona reputazione così da garantire una normale prassi professionale, avere un certificato medico che affermi che non esistono indicazioni di disabilità fisica o mentale né dipendenza da droghe e passare un esame davanti ad una commissione della salute che provi che il candidato ha qualificazioni sufficienti e sufficiente abilità per poter praticare come Heilpraktiker e che i trattamenti offerti dal candidato non danneggino la salute pubblica. L'esame verifica le conoscenze base di anatomia, fisiologia, igiene, patologia, sterilizzazione, disinfezione, diagnosi e regolamentazione sanitaria, in particolare la legge concernente le epidemie.
Gran Bretagna
I naturopati sono tollerati per legge, e possono esercitare la loro attività secondo il diritto consuetudinario. La formazione dei naturopati avviene in istituti privati (Edinburgh school of naturopathy e British college of osteopathy and naturopathy medicine), come in Italia, senza che essi siano soggetti a vincoli legislativi o deontologici. Ai naturopaths inglesi è consentito il rilascio di certificati sullo stato di salute al pari dei medici accademici.
Irlanda
Come in Gran Bretagna (secondo il diritto consuetudinario), chiunque può esercitare l'attività di naturopata, in mancanza di leggi che disciplinino la materia e stabiliscano le regole per il suo esercizio.
Italia
In Italia non fa parte del comparto sanitario e non è specificatamente normata, sarebbe dovuta rientrare nell'ambito della legge 4/2013 in merito alle professioni non organizzate in ordini o collegio, ma il Ministero di Giustizia in accordo con altri Ministeri, tra cui quello della Salute, ha ben chiarito che la figura del Naturopata non rientra in questa legge. Esistono solo alcune leggi regionali quali quella della Lombardia e della Toscana.
Paesi Bassi
Nel 1993, con la legge Individual Health Care Professionals Act, operatori non allopatici sono stati autorizzati alla pratica della medicina nei Paesi Bassi. La nuova legge è effettiva dal 1/12/1997 ed equipara lo status legale dei praticanti MNC a quello dei paramedici: possono praticare la medicina ad esclusione di specifici atti medici che sono riservati ai medici allopatici, a meno che tali atti non vengano praticati sotto la supervisione di un medico allopatico. Violazioni di questo monopolio limitato sono perseguibili. Gli atti riservati ai medici allopatici sono: procedure chirurgiche, procedure ostetriche, cateteri ed endoscopie, punture ed iniezioni, anestesia generale, procedure che coinvolgono l'utilizzo di sostanze radioattive e radiazioni ionizzanti, cardioversione, defibrillazione, terapie elettroconvulsive, litotripsia e inseminazione artificiale. 
Anche senza formazione medica o paramedica, le persone possono iscriversi in una delle tre accademie di naturopatia che offrono corsi a tempo pieno di tre o quattro anni.
Portogallo
Legge approvata nel 2003 (decreto legge 13/93 del 15 gennaio 2003), e successivamente la legge 71/2013, che consente anche ai professionisti naturopati l'esercizio delle medicine non convenzionali.
Spagna
I naturopati sono tollerati perché rappresentano una categoria non riconosciuta e non disciplinata dalla legge. Recentemente la COFENAT (confederazione delle associazioni di naturopati) la UPTA (sindacato dei lavoratori autonomi) e il Centro Universitario Escorial Maria Cristina hanno stipulato un accordo per elevare la formazione del naturopata. 
Nel mese di ottobre 2005 sono partiti i primi corsi universitari quadriennali (240 CFU) accademici a carattere privato, in attesa di una regolamentazione statale.
Svizzera
Esistono leggi diverse a seconda dei Cantoni tra i quali:
- Canton Appenzello Esterno
- Canton Berna: legge sanitaria entrata in vigore già dal 1º gennaio 2002
- Canton Ticino: dopo lunghe trattative delle associazioni NVS e ATNT la Legge cantonale ticinese per il terapista complementare e guaritore è entrata in vigore il 1º marzo 2004. L'intero testo di legge è stato pubblicato nelle NVS-Mitteilungen 2/2004 e può anche essere consultato direttamente via Internet[10]
- Canton Ginevra: nel canton Ginevra esiste già l'obbligo di registrazione per coloro che esercitano nel campo della medicina naturale, naturopati compresi.

In Svizzera le persone che curano con la naturopatia vengono indicate a seconda del luogo come naturopati, medici naturali, curatori, guaritori, terapisti popolari, curatori non professionisti. Nel Canton Appenzello Esterno si chiamano ufficialmente Heilpraktiker, nel Cantone Basilea-Campagna Naturarzt, nei cantoni Grigioni, Turgovia, Sciaffusa e San Gallo Naturheilpraktiker. 
In molti cantoni la/il naturopata ha l'autorizzazione ufficiale richiesta dalla legge per l'esercizio professionale della terapia, ma non è abilitato come medico. La/il naturopata sottostà a speciali prescrizioni di legge. Al contrario della formazione come medico convenzionale, la formazione come naturopata è regolamentata solo in alcuni dei cantoni che concedono l'autorizzazione all'esercizio professionale, benché in tali cantoni si debba superare un esame cantonale per ottenere l'autorizzazione.
Recentemente l'OdA-MA, le varie associazioni e l'UFFT (Ufficio Federale della Formazione Professionale e Tecnologia) hanno approvato la regolamentazione del naturopata con Diploma federale. Il naturopata dovrà in futuro assolvere ad un impegno formativo di quattro anni a tempo pieno, di 1900 ore frontali, di cui 700 di medicina di base. L'esame superiore federale per i naturopati già formati è iniziato nell'anno 2015.
Ungheria
Nel febbraio 1997 sono passate due leggi di carattere globale sulle MNC: Il decreto governativo 40/1997 (IV 5) Korm. R. sulla medicina naturale e il Decreto del Ministero del Welfare 11/97 (V 2) su alcuni aspetti della pratica della medicina naturale. 
Questi due decreti in maniera chiara e ufficiale integrano medici allopatici e medici non allopatici che praticano MNC nel sistema sanitario nazionale. I decreti sono attivi dal 1/7/1997. 
Il decreto stigmatizza precise linee guida attinenti all'iter studiorum della formazione MNC come della sua pratica. Ognuna delle discipline MNC ha il suo training specifico ed esame di stato. 
Gli operatori non allopatici possono legalmente praticare MNC dopo aver passato l'esame. I "Natural doctors" sono praticanti autorizzati che hanno passato gli esami richiesti e possono usare MNC. 
I praticanti che non hanno un'alta qualificazione nell'ambito salute possono praticare agopressione, massaggio terapeutico, consigli sullo stile di vita, riflessoterapia, bioenergetica, fitoterapia ed auricoloterapia. L'articolo 2 chiarisce le circostanze in cui i "medici naturali" possono praticare. I paragrafi 1 e 2 della legge stabiliscono che i medici allopatici sono incaricati della diagnosi, della pianificazione terapeutica e del follow-up. Gli altri praticanti che ne abbiano la qualificazione possono partecipare alla cura della persona o su richiesta del paziente o su richiesta del medico curante. 
I "Natural doctors" che non sono medici allopatici possono praticare o sotto supervisione del medico allopatico o, più autonomamente, dopo che il medico allopatico ha formulato una diagnosi.

### Legislazione extraeuropea
Australia
Stesso iter degli statunitensi.
Canada
I naturopati fanno un percorso simile agli statunitensi. Non sono medici.
Nuova Zelanda
Anche qui la professione specifica e regolamentata di naturopata esiste come in tutti i paesi di tradizione anglosassone.
Stati Uniti
I naturopati sono dottori in naturopathic medicine. Sono chiamati anche medici-naturopati per distinguerli dai medici-chirurghi. Essi vengono formati nei college con 4 anni di studio a tempo pieno, e, come i medici osteopati, studiano principalmente medicina scientifica allopatica.
Sudafrica
Stessa regolamentazione dei paesi anglosassoni.

## Naturopatia tradizionale e medici naturopati
Ci sono due gruppi definiti naturopati. Essi sono: 
- Naturopati tradizionali;
- Medici naturopati (o medici naturisti o naturopathic doctors) hanno una licenza o una registrazione, basata su studi in medicina. Curano prevalentemente malattie e disagi cronici e banali, e disordini psicosomatici. I loro strumenti terapeutici sono prevalentemente:[senza fonte]
  - fitoterapie
  - Iridologia: esistono decine di specializzazioni (Iridologia terapeutica, fisica, sclerologia, ecc.)
  - manipolazioni corporee (p. e. osteopatia)
  - nutriterapie (p. e. terapie ortomolecolari)
  - Idroterapia (p. e. terapie Kneipp)
  - Omeopatia classica o complessa
  - Agopuntura
  - Oligoterapia
  - Medicina Tradizionale Mediterranea
  - Medicina Tradizionale Cinese
  - Floriterapia
  - Aromaterapia
  - Medicina Popolare
  - Alimentazione Naturale
  - Fisiognomica
  - Kinesiologia
  - Riflessologia

## Massime basilari di naturopatia
1. Sostenere le forze auto-guaritrici dell'organismo: l'organismo dispone di strumenti di auto-guarigione, p. e. nel sistema immunitario, plasticità nervosa, rigenerazioni tissutali e altri. Il naturopata ha il compito di sostenerli.
2. Identificare e curare la causa del disagio o della malattia: la causa della malattia o del disagio deve essere rimossa per arrivare a una completa guarigione. Può avere diverse radici: fisiche, chimiche, metaboliche, genetiche, emotive, sociali, mentali, spirituali e altri. Il naturopata oltre a curare i sintomi, si impegna, quando è possibile, a rimuovere le cause del malessere cercando di identificarle.
3. Primum nihil nocere (naturopati tradizionalisti) oppure il minor danno (medici naturopati): i naturopati tradizionalisti che seguono un codice deontologico della categoria insistono sul "nihil nocere", cioè utilizzano esclusivamente metodi privi di controindicazioni per cui si astengono dai casi clinici dove potrebbe sorgere aggravamenti nocivi per il cliente. I medici naturopati valutano il minor danno per il paziente tra malattia e cura, al prezzo di ritenersi responsabili in caso di errore o di valutazioni contrastanti.
4. Curare la persona e non la malattia: i naturopati non condividono la visione cosiddetta "specialistica" della medicina, che loro accusano di curare sistemi, organi e malattie solo presi singolarmente, ma dichiarano di attuare pratiche terapeutiche che loro ritengono coinvolgere la persona in tutte le sue dimensioni: fisica, emotiva, mentale e spirituale.
5. Fungere come insegnante del corretto stile di vita.
6. Prevenire le malattie.